# Nathaniel Clifton
Nathaniel Clifton (ur. 13 października 1922 w Little Rock, zm. 31 sierpnia 1990 w Chicago) – amerykański koszykarz, występujący na pozycjach skrzydłowego oraz środkowego, uczestnik meczu gwiazd NBA, profesjonalny baseballista, weteran II wojny światowej.
W 1949 roku został profesjonalnym baseballistą. Występował na pozycji pierwszobazowego w zespołach Chicago American Giants oraz Detroit Stars w Negro League. Następnie przeszedł do Pittsfield Electrics, występujących w Canadian-American League. Występował także w  Central League, dla drużyny Dayton Indians, Wilkes-Barre Indians w Eastern League oraz  Detroit Clowns. 
Pseudonim Sweetwater otrzymał z powodu swojego zamiłowania do soft drinków.
Został pierwszym w historii Afroamerykaninem, który podpisał kontrakt z klubem NBA (New York Knicks) i rozpoczął w nim występy (1950).

## Osiągnięcia
NCAA
- Został wybrany do:
  - Koszykarskiej Galerii Sław im. Jamesa Naismitha (2014)[2]
  - Black Athletes Hall of Fame (1978)[2]

NBA
- 3-krotny finalista NBA (1951–1953)[3]
- Uczestnik meczu gwiazd:
  - NBA (1957)[4]
  - Legend NBA (1964)[5]